# Tinted Windows
Tinted Windows er et amerikansk rockband, der blev dannet af guitarist James Iha (tidligere fra Smashing Pumpkins og A Perfect Circle), sanger Taylor Hanson (fra Hanson), bassist Adam Schlesinger (fra Fountains of Wayne og Ivy) og Bun E. Carlos (fra Cheap Trick) i 2009. Dette musikalske projekt kører løbende med medlemmers andre bands. Bandet spillede deres første koncert live d. 20. marts 2009 i Austin, Texas.
Bandet har skrevet kontrakt med S-Curve Records, og bandets debutalbum, der har fået titlen Tinted Windows, vil blive udgivet d. 21. april 2009, hvor bandet også ville optræde live på The Late Show with David Letterman. Bandets debutsingle, Kind of a Girl, blev udgivet til fri downloadning på bandets officielle website sammen med en musikvideo.
| Musikgruppe | Spire Denne artikel om en amerikansk musikgruppe er en spire som bør udbygges. Du er velkommen til at hjælpe Wikipedia ved at udvide den. |